# المضيق (وادي الفرع)
 مركز المضيق  جنوب منطقة المدينة المنورة
وتابعة لمحافظةوادي الفرع ويبعد عنها 34 كم 

## التاريخ
'مركز المضيق يقع جنوب المدينة المنورة وتابع لمحافظة وادي الفرع ويوجد فيه «مسجد البرود» في وادي الغرب بقرية المضيق من الجهة الشمالية، ويعرف عند أهالي المحافظة باسم «مسجد النبي»، وهو واحد من ثلاثة مساجد صلى بها الرسول صلى الله عليه وسلم. والمضيق بوادي الفرع القرية الجميلة التي يعرفها القاصي والداني في سابق العصر وفي حاضره وهي حاضرة وادي الفرع سابقاً يأتي لها المصطافون من كل مكان تمتاز بعينها ونخيلها الوارفة التي تعتبر مصدر غذاء قديما وحديثاً 

## عيون المضيق
المضيق.اليسيرة. القابل.عيون المحظة
وهذه عيون من وادي مكة إلى نواحي الشارقة غربا عين قرية أم العيال

## السكان
يبلغ عدد سكان المضيق 2.000 نسمة وهم مناش والبدارين من بني عمرو من قبيلة حرب..

## الموقع الجغرافي
تقع جنوب شرق منطقة المدينة المنورة وتبعد عن المدينةالمنورة 140 كم وعن محافظة وادي الفرع 34 كم

## المناخ
تتميز المدينة المنورة وضواحيها بمناخ جاف، إذ يسود بها المناخ الصحراوي، والذي يتميز بالجفاف وقلة سقوط الأمطار، ودرجات حرارة عالية تتراوح بين 30° و45° مئوية في فصل الصيف،[55] أما في فصل الشتاء فيكون الجو ممطراً، ويكثر هطول المطر.